# Патті Гайду
Патрісія А. Гайду (англ. Patricia A. Hajdu, [ˈhaɪduː]; нар. 3 листопада 1966, Монреаль) — канадський політик, яка обіймає посаду міністра у справах корінного населення з 26 жовтня 2021 року, вона є членом Ліберальної партії Канади, та представляє виборчий округ Тандер-Бей — Верхня Північ у Палаті громад. Раніше вона працювала міністром у справах жінок, міністром зайнятості, розвитку робочої сили та праці, та міністром охорони здоров'я.

## Ранні роки життя та освіта
Патті Гайду народилася в Монреалі, а перші роки життя провела в Чисголмі в штаті Міннесота у США разом зі своїм братом Шоном Патріком Гайду (1969—2003), яких виховували її тітка і дядько. Її угорське прізвище походить від вітчима.
У 12 років Хайду переїхала в Тандер-Бей до своєї матері. Через напружені стосунки вона залишилася жити сама в 16 років, коли закінчила середню школу. Відтак вона влаштувалася на роботу в Тандер-Бей через ініціативу страхування зайнятості в некомерційній групі навчання грамоти для дорослих, де опановувала графічний дизайн.
Пізніше Гайду навчалася в Університеті Лейкгед, де здобула ступінь бакалавра мистецтв з антропології. У 2015 році вона здобула ступінь магістра державного управління в Університеті Вікторії.

## Кар'єра
Гайду переважно працювала у сфері запобігання шкоди, безпритульності та зловживання психоактивними речовинами, у тому числі 9 років очолювала комітет з питань інформування про наркотики відділу охорони здоров'я округу Тандер-Бей. Вона також працювала креативним директором і графічним дизайнером у маркетингу. До свого обрання до парламенту в 2015 році вона була виконавчим директором «Shelter House», найбільшого в місті притулку для бездомних.
4 листопада 2015 року Патті Гайду була призначена міністром у справах жінок у федеральному кабінеті міністрів, очолюваному прем'єр-міністром Джастіном Трюдо. На цій посаді вона в липні 2016 року скликала консультативну раду, щоб допомогти розробити стратегію Канади проти гендерного насильства. Гайду склала присягу міністра зайнятості, розвитку робочої сили та праці 10 січня 2017 року.
29 жовтня 2018 року міністр Гайду разом із міністром у справах жінок Мар'ям Монсеф і президентом Ради фінансів і міністром цифрового уряду Скоттом Брайсоном представили законодавство про рівну оплату праці для робочих місць, які регулюються федеральним законодавством.
Після федеральних виборів 2019 року Гайду перемістили на посаду міністра охорони здоров'я в уряді Трюдо. На посаді міністра охорони здоров'я з 2020 по 2021 роки Гайду керувала міністерством охорони здоров'я Канади та Агентством громадської охорони здоров'я Канади, ключовими органами, які координували заходів уряду Канади на епідемію COVID-19.
25 березня 2020 року Гайду повідомила Сенату, що вона застосує Закон про карантин, який набуде чинності опівночі, згідно з яким усі подорожуючі (за винятком працівників життєво необхідних галузей), які повертаються в країну, повинні самоізолюватися протягом 14 днів, забороняючи тим, у кого є симптоми, використовувати громадський транспорт як транспорт до місця самоізоляції, а також забороняє самоізоляцію в місцях, де вони можуть контактувати з вразливими до хвороби особами (вже хворі особи та особи похилого віку).
У жовтні 2021 року Гайду покинула посаду міністра охорони здоров'я, та після федеральних виборів 2021 року була переміщена на посаду міністра у справах корінного населення.